# Tótszentmárton
Tótszentmárton is een plaats (község) en gemeente in het Hongaarse comitaat Zala. Tótszentmárton telt 922 inwoners (2001).